# Бутырки (Свердловская область)
Бутырки — деревня в Камышловском районе Свердловской области России, входит в состав Галкинского сельского поселения.

## Географическое положение
Деревня Бутырки расположена в 4 километрах (по автодороге в 5 километрах) к северо-востоку от города Камышлова, на левом берегу реки Камышловки (левого притока реки Пышмы).

## Происхождение названия
Слово Бутырка со старорусского означает — крестьянский двор, стоящий на отшибе, хутор.

## Население
| 2002 | 2010 | 2021 |
| ---- | ---- | ---- |
| 236  | ↘210 | ↘150 |